# Francesco Foschi
Francesco Foschi (Ancona, 21 aprile 1710 – Roma, 21 febbraio 1780) è stato un pittore italiano.

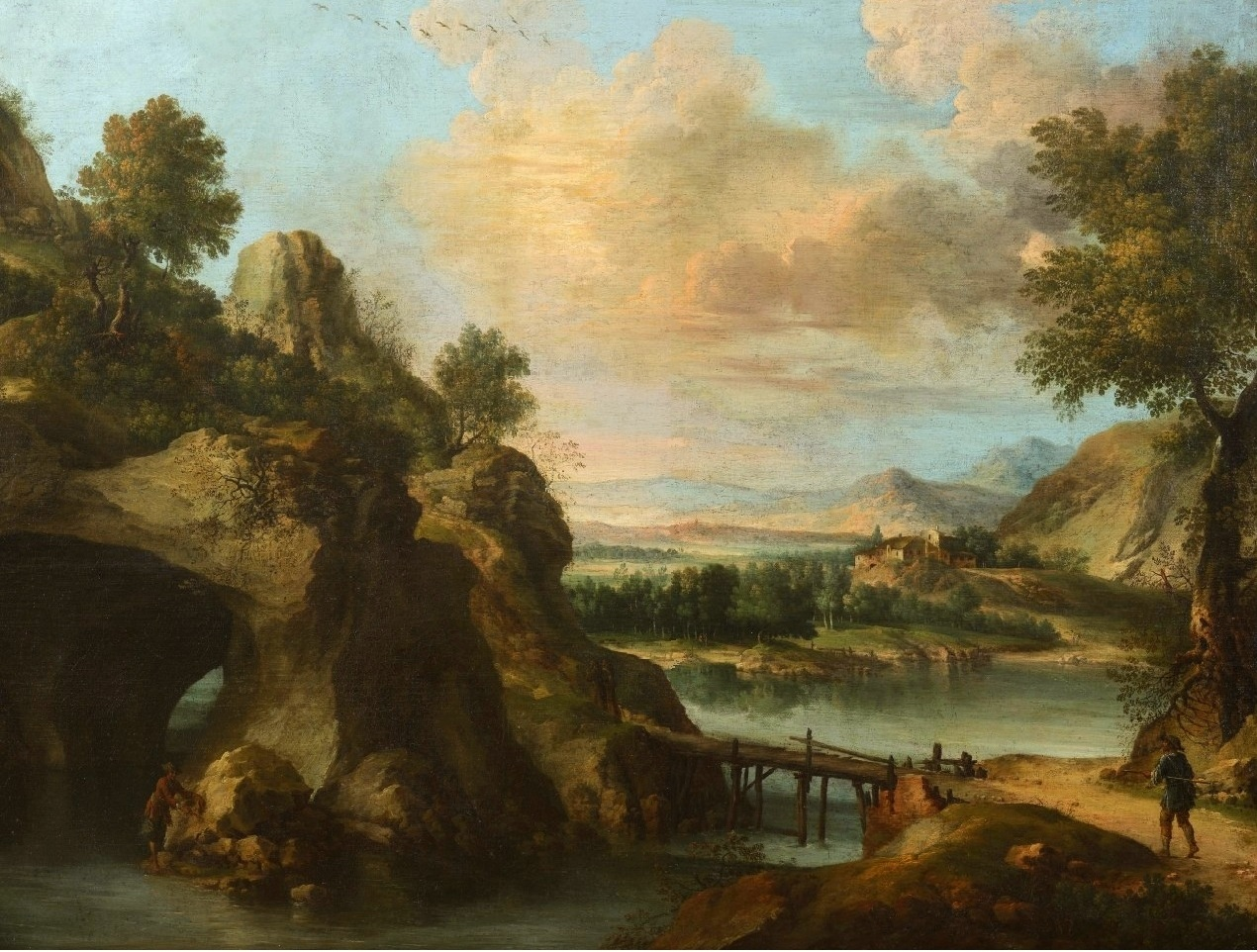
F. Foschi - Paesaggio montano con figure

È noto soprattutto come pittore di paesaggi del periodo rococò.

## Biografia e opere
La famiglia di Francesco Foschi era strettamente legata ai conti Ferretti di Castelferretti, la cui casata era allora una delle più potenti della Marca di Ancona; i fratelli Carlo, Giacomo e Lorenzo furono anche loro pittori. La sua città natale, Ancona, apparteneva allo Stato della Chiesa e svolgeva la funzione di porto di Roma verso il levante; non era però ancora giunto Luigi Vanvitelli a riprogettare il porto e a far uscire la città dalla crisi economica (e conseguentemente artistica) che affliggeva l'Italia.

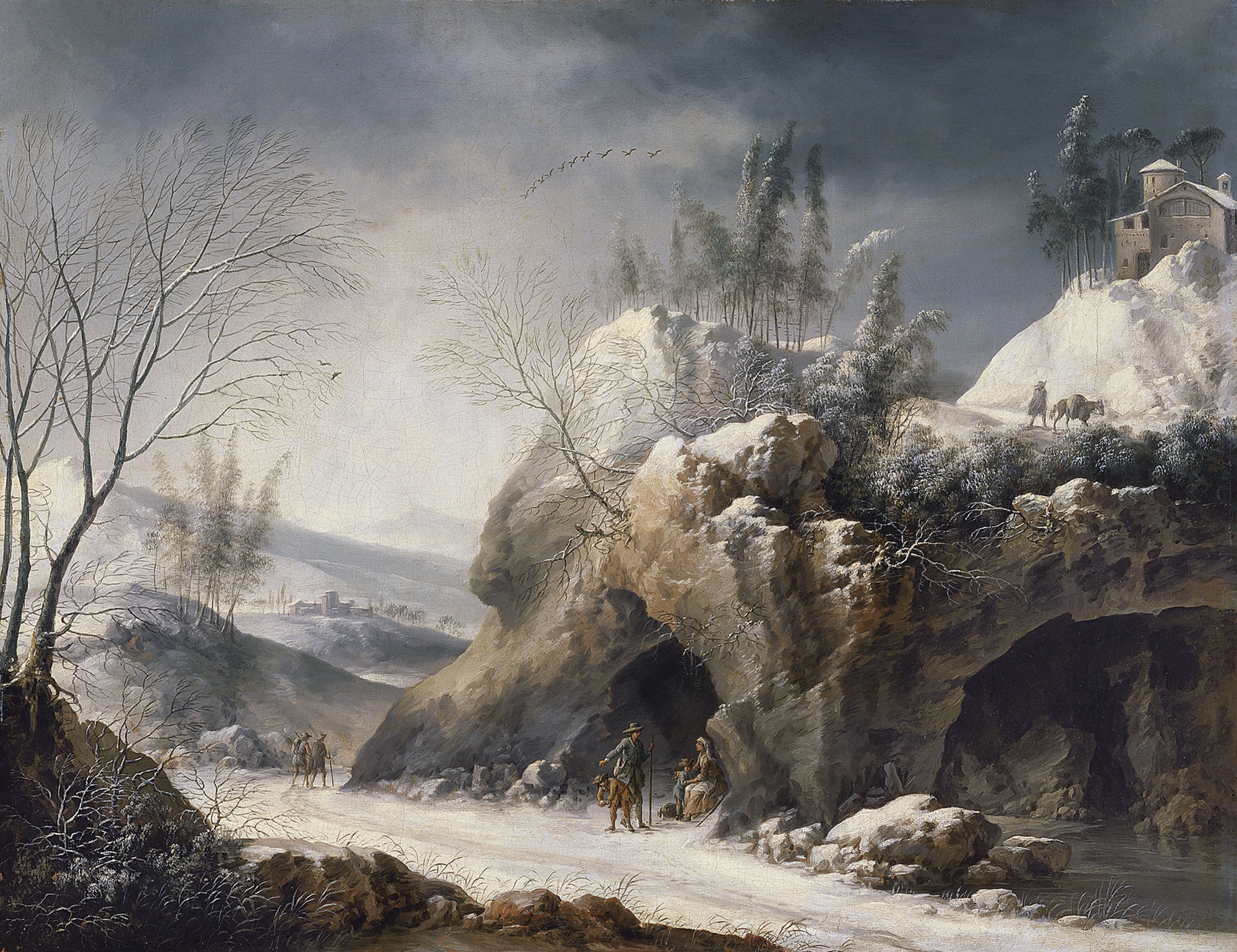
F. Foschi - Paesaggio invernale con contadini

Nel 1726 si stabilì a Fano, allievo del pittore Francesco Mancini, dal quale imparò a dipingere quadri con figure. Tuttavia, Foschi presto si specializzò nella pittura di paesaggio. Sembra che visse a Roma con la sua famiglia dal 1729 al 1743, ma non risulta membro dell'Accademia di San Luca. A questo periodo risale la sua prima commissione documentata (gennaio 1739): dodici piccoli dipinti che illustrano le Metamorfosi di Ovidio, opere che sono sopravvissute fino ad oggi.
Perse il padre Giuseppe l'11 maggio 1743. Poco dopo, il 7 gennaio 1744, il pittore si sposò con la romana Constanza Seirman. Dal 1746 visse a Loreto, dove, oltre che pittore, fu anche mercante d'arte, ed ebbe frequenti rapporti con il conte Bonaccorsi, uno dei mecenati più importanti dell'epoca. Durante questi anni sviluppò uno dei suoi temi preferiti: il paesaggio invernale.
L'arte di Foschi si inserisce nell'ambito delle grandi scuole romane; oltre al suo primo maestro Francesco Mancini, i suoi modelli di riferimento furono il bolognese Guido Reni, il suo conterraneo Carlo Maratta e il romano Ciro Ferri.
Dopo un altro soggiorno a Roma, nel 1755 si trasferì a Pesaro, dove nacque sua figlia Caterina. Nel 1764 fece ritorno a Roma, dove allestì il suo studio in Piazza di Spagna. Continuò tuttavia a fare frequenti ritorni nelle Marche, come provano i soggetti dei suoi dipinti. Questo fu il periodo in cui la sua arte raggiunse l'apice; i più noti paesaggi invernali infatti risalgono a questi anni.

## Scelta di opere
- La metamorfosi (1739, perduta)
- Traslazione della Santa Casa (Loreto, Museo pontificio della Santa Casa)
- Vista panoramica di Loreto con ritratto di tre pontefici (Papa Leone X; Papa Sisto V; Papa Benedetto XIV) (Loreto, Museo pontificio della Santa Casa)
- Paesaggio invernale con ruscello e viaggiatori (Museo di Grenoble)
- Due viaggiatori visitano una città (Collezione privata)
- Paesaggio invernale (1760, Museo Bowes, Durham, Regno Unito)
- Paesaggio appenninico invernale con tempio in rovina (Museo Thyssen-Bornemisza, Madrid)
- Paesaggio invernale in Appennino con una grotta (Museo Thyssen-Bornemisza, Madrid)
- Paesaggio invernale (Pinacoteca civica Francesco Podesti, Ancona)
- Veduta di Pesaro (1768, Cassa di Risparmio, Pesaro)
- Veduta del porto di Pesaro (1768, Musei civici, Pesaro)
- Veduta del Castel Sant'Angelo con girandola (1775, perduta)
- Pastori in una grotta (1776)
- Fredda giornata invernale (1776)
- Inverno (1779, Museo di Belle Arti, Tolosa)

## Galleria di opere

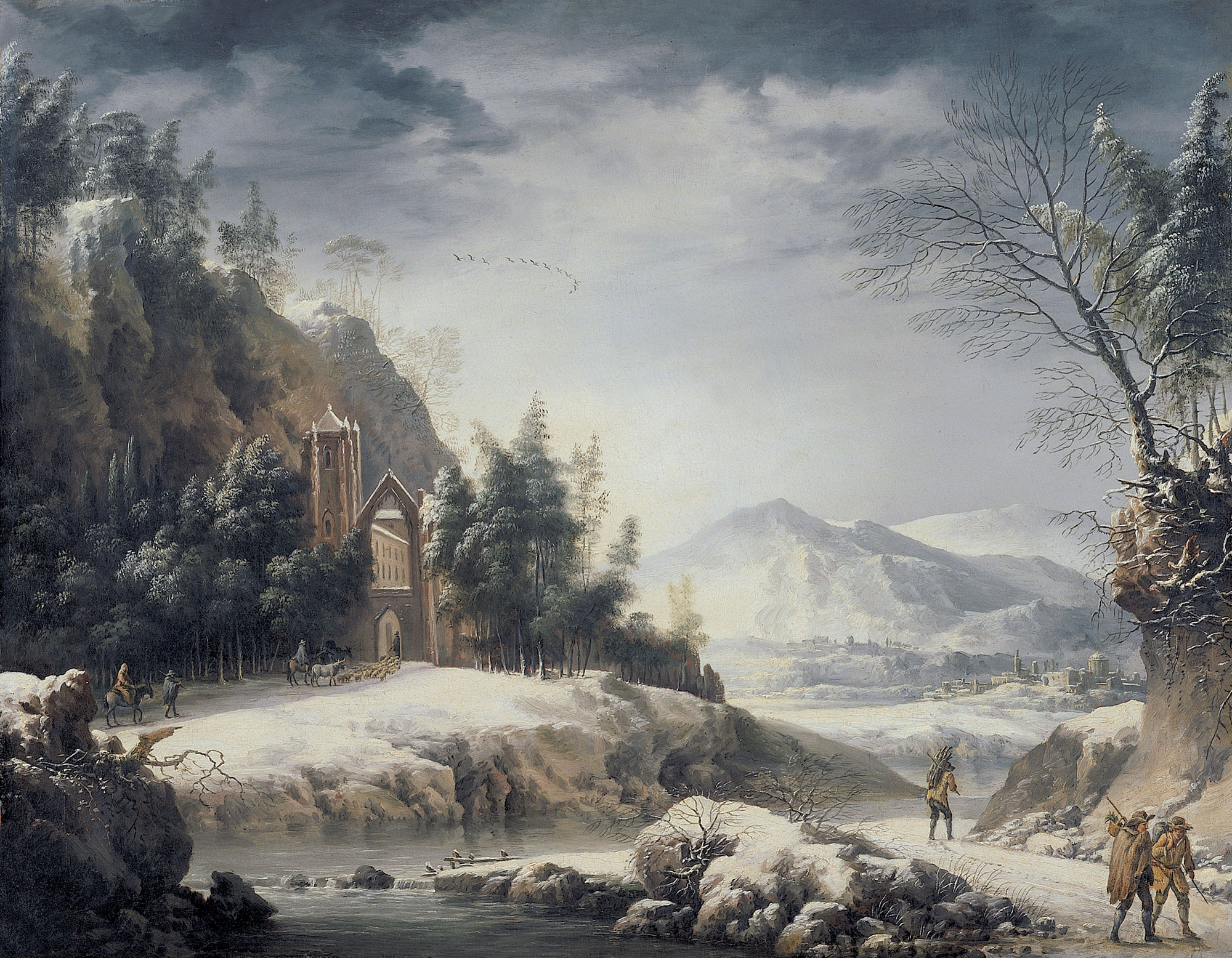
Paesaggio invernale con escursionisti
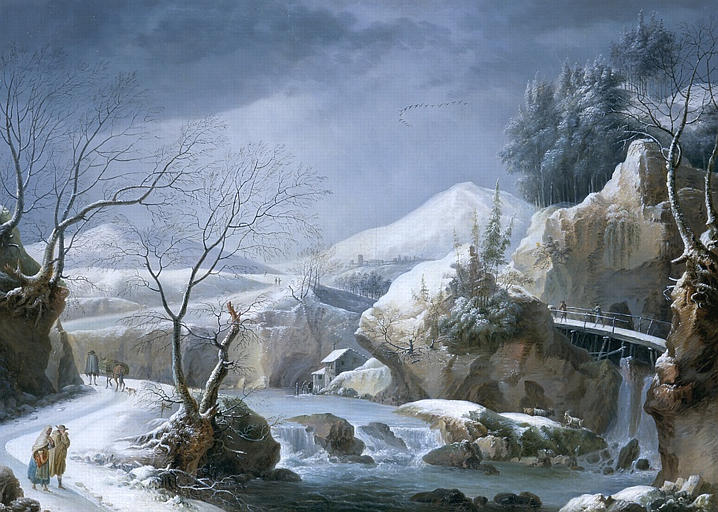
Paesaggio invernale con torrente e cascata
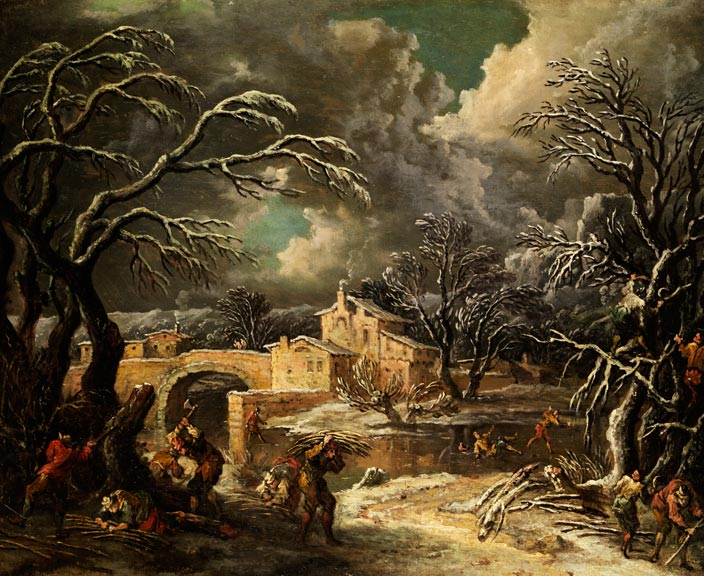
Paesaggio invernale
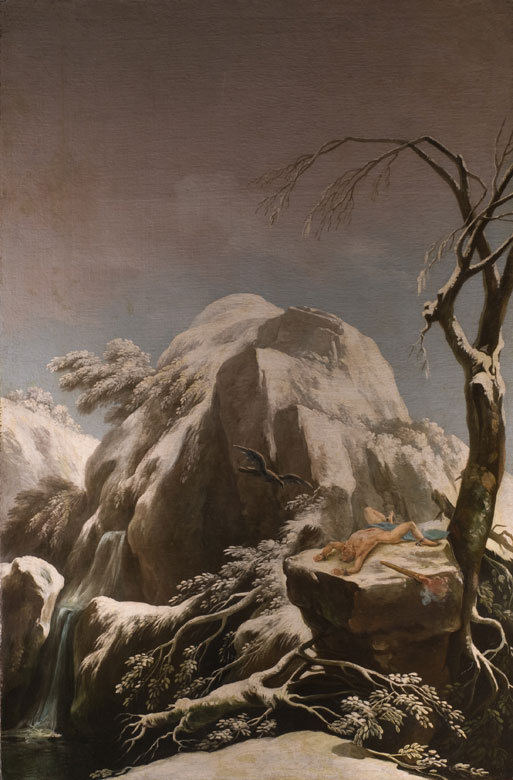
Prometeo incatenato sulle cime innevate del Caucaso